# Wereldbeker veldrijden 2013-2014
De wereldbeker veldrijden 2013-2014 was het 21e seizoen van deze wedstrijdenserie in het veldrijden. De competitie ging van start op 20 oktober 2013 en eindigde op 26 januari 2014. De wereldbeker telde zeven veldritten. Waar normaal de GP Adrie van der Poel op de kalender staat, telde deze race in Hoogerheide ditmaal niet mee voor de wereldbeker. De wereldkampioenschappen veldrijden 2014 werden immers gehouden op hetzelfde parcours.
De wereldbeker bestond uit de volgende categorieën:
- Mannen elite: 23 jaar en ouder
- Vrouwen elite: 17 jaar en ouder
- Mannen beloften: 19 t/m 22 jaar
- Jongens junioren: 17 t/m 18 jaar

## Mannen elite

### Kalender en podia
| Datum      | Locatie                                    | Eerste            | Tweede            | Derde             | Leider in het klassement |
| ---------- | ------------------------------------------ | ----------------- | ----------------- | ----------------- | ------------------------ |
| 20/10/2013 | Cauberg Cyclocross, Valkenburg aan de Geul | Lars van der Haar | Kevin Pauwels     | Philipp Walsleben | Lars van der Haar        |
| 26/10/2013 | Cyclocross Tábor, Tábor                    | Lars van der Haar | Philipp Walsleben | Kevin Pauwels     | Lars van der Haar        |
| 23/11/2013 | Duinencross, Koksijde                      | Niels Albert      | Francis Mourey    | Philipp Walsleben | Lars van der Haar        |
| 22/12/2013 | Citadelcross, Namen                        | Francis Mourey    | Klaas Vantornout  | Niels Albert      | Lars van der Haar        |
| 26/12/2013 | GP Eric De Vlaeminck, Heusden-Zolder       | Lars van der Haar | Martin Bína       | Zdeněk Štybar     | Lars van der Haar        |
| 05/01/2014 | Memorial Romano Scotti, Rome               | Niels Albert      | Lars van der Haar | Sven Nys          | Lars van der Haar        |
| 26/01/2014 | Cyclocross Nommay, Nommay                  | Tom Meeusen       | Francis Mourey    | Philipp Walsleben | Lars van der Haar        |

### Eindklassement
| Pos. | Renner              | VAL | TAB | KOK | NAM | HEU | ROM | NOM | Punten |
| ---- | ------------------- | --- | --- | --- | --- | --- | --- | --- | ------ |
| 1    | Lars van der Haar   | 80  | 80  | 42  | 55  | 80  | 70  | 60  | 467    |
| 2    | Philipp Walsleben   | 65  | 70  | 65  | 44  | 60  | 40  | 65  | 409    |
| 3    | Niels Albert        | 40  | 50  | 80  | 65  | 38  | 80  | 39  | 392    |
| 4    | Kevin Pauwels       | 70  | 65  | 55  | 39  | 46  | 38  | 50  | 363    |
| 5    | Francis Mourey      | –   | 60  | 70  | 80  | –   | 60  | 70  | 340    |
| 6    | Klaas Vantornout    | 60  | 55  | 46  | 70  | 48  | –   | 42  | 321    |
| 7    | Tom Meeusen         | 50  | –   | 50  | 50  | 33  | 46  | 80  | 309    |
| 8    | Bart Aernouts       | 55  | 48  | 48  | 34  | 42  | 37  | 44  | 308    |
| 9    | Rob Peeters         | 36  | 34  | 40  | 33  | 55  | 50  | 46  | 294    |
| 10   | Thijs van Amerongen | 48  | 40  | 39  | 48  | 44  | 48  | 12  | 279    |

### Uitslagen
| #  | Naam                | Tijd     |
| -- | ------------------- | -------- |
| 1  | Lars van der Haar   | 1u02'46" |
| 2  | Kevin Pauwels       | + 20"    |
| 3  | Philipp Walsleben   | + 38"    |
| 4  | Klaas Vantornout    | + 47"    |
| 5  | Bart Aernouts       | + 1'00"  |
| 6  | Tom Meeusen         | + 1'09"  |
| 7  | Thijs van Amerongen | + 1'21"  |
| 8  | Enrico Franzoi      | + 1'30"  |
| 9  | Bart Wellens        | + 1'39"  |
| 10 | Corné van Kessel    | + 1'52"  |

| #  | Naam              | Tijd     |
| -- | ----------------- | -------- |
| 1  | Lars van der Haar | 1u09'07" |
| 2  | Philipp Walsleben | z.t.     |
| 3  | Kevin Pauwels     | + 11"    |
| 4  | Francis Mourey    | + 12"    |
| 5  | Klaas Vantornout  | + 24"    |
| 6  | Niels Albert      | + 27"    |
| 7  | Bart Aernouts     | + 31"    |
| 8  | Martin Bína       | + 35"    |
| 9  | Corné van Kessel  | + 51"    |
| 10 | Enrico Franzoi    | + 55"    |

| #  | Naam              | Tijd     |
| -- | ----------------- | -------- |
| 1  | Niels Albert      | 1u04'49" |
| 2  | Francis Mourey    | + 32"    |
| 3  | Philipp Walsleben | z.t.     |
| 4  | Sven Nys          | + 34"    |
| 5  | Kevin Pauwels     | + 37"    |
| 6  | Tom Meeusen       | + 54"    |
| 7  | Bart Aernouts     | + 1'05"  |
| 8  | Corné van Kessel  | + 1'13"  |
| 9  | Klaas Vantornout  | + 1'14"  |
| 10 | Lars van der Haar | + 1'33"  |

| #  | Naam                | Tijd     |
| -- | ------------------- | -------- |
| 1  | Francis Mourey      | 1u00'50" |
| 2  | Klaas Vantornout    | + 24"    |
| 3  | Niels Albert        | + 30"    |
| 4  | Sven Nys            | + 35"    |
| 5  | Lars van der Haar   | + 36"    |
| 6  | Tom Meeusen         | + 41"    |
| 7  | Thijs van Amerongen | + 52"    |
| 8  | Lubomír Petruš      | + 54"    |
| 9  | Philipp Walsleben   | z.t.     |
| 10 | Julien Taramarcaz   | + 59"    |

| #  | Naam                | Tijd     |
| -- | ------------------- | -------- |
| 1  | Lars van der Haar   | 1u02'41" |
| 2  | Martin Bína         | + 01"    |
| 3  | Zdeněk Štybar       | + 02"    |
| 4  | Philipp Walsleben   | + 03"    |
| 5  | Rob Peeters         | + 04"    |
| 6  | Sven Nys            | z.t.     |
| 7  | Klaas Vantornout    | + 05"    |
| 8  | Kevin Pauwels       | + 07"    |
| 9  | Thijs van Amerongen | + 10"    |
| 10 | Bart Aernouts       | + 12"    |

| #  | Naam                | Tijd     |
| -- | ------------------- | -------- |
| 1  | Niels Albert        | 1u06'33" |
| 2  | Lars van der Haar   | + 04"    |
| 3  | Sven Nys            | + 05"    |
| 4  | Francis Mourey      | + 11"    |
| 5  | Martin Bína         | + 41"    |
| 6  | Rob Peeters         | + 45"    |
| 7  | Thijs van Amerongen | + 50"    |
| 8  | Tom Meeusen         | + 1'01"  |
| 9  | Corné van Kessel    | + 1'16   |
| 10 | Bart Wellens        | + 1'19"  |

Wereldbeker #7 Nommay
| #  | Naam              | Tijd     |
| -- | ----------------- | -------- |
| 1  | Tom Meeusen       | 1u00'45" |
| 2  | Francis Mourey    | z.t.     |
| 3  | Philipp Walsleben | + 05"    |
| 4  | Lars van der Haar | + 1'01"  |
| 5  | Radomír Šimůnek   | + 1'18"  |
| 6  | Kevin Pauwels     | + 1'23"  |
| 7  | Wietse Bosmans    | + 1'30"  |
| 8  | Rob Peeters       | + 1'30"  |
| 9  | Bart Aernouts     | + 1'39   |
| 10 | Klaas Vantornout  | + 1'51"  |

## Vrouwen elite

### Kalender en podia
| Datum      | Locatie                                    | Winnaar           | Tweede            | Derde           | Leidster in het klassement |
| ---------- | ------------------------------------------ | ----------------- | ----------------- | --------------- | -------------------------- |
| 20/10/2013 | Cauberg Cyclocross, Valkenburg aan de Geul | Marianne Vos      | Katherine Compton | Nikki Harris    | Marianne Vos               |
| 26/10/2013 | Cyclocross Tábor, Tábor                    | Katherine Compton | Nikki Harris      | Pavla Havlíková | Katherine Compton          |
| 23/11/2013 | Duinencross, Koksijde                      | Katherine Compton | Sanne Cant        | Nikki Harris    | Katherine Compton          |
| 22/12/2013 | Citadelcross, Namen                        | Katherine Compton | Marianne Vos      | Nikki Harris    | Katherine Compton          |
| 26/12/2013 | GP Eric De Vlaeminck, Heusden-Zolder       | Katherine Compton | Marianne Vos      | Sanne Cant      | Katherine Compton          |
| 05/01/2014 | Memorial Romano Scotti, Rome               | Katherine Compton | Marianne Vos      | Eva Lechner     | Katherine Compton          |
| 26/01/2014 | Cyclocross Nommay, Nommay                  | Marianne Vos      | Helen Wyman       | Eva Lechner     | Katherine Compton          |

### Eindklassement
| Pos. | Renster               | VAL | TAB | KOK | NAM | HEU | ROM | NOM | Punten |
| ---- | --------------------- | --- | --- | --- | --- | --- | --- | --- | ------ |
| 1    | Katherine Compton     | 50  | 60  | 60  | 60  | 60  | 60  | –   | 350    |
| 2    | Nikki Harris          | 45  | 50  | 45  | 45  | 40  | 24  | 35  | 284    |
| 3    | Marianne Vos          | 60  | –   | –   | 50  | 50  | 50  | 60  | 270    |
| 4    | Sanne Cant            | 26  | 35  | 50  | 30  | 45  | 35  | 40  | 261    |
| 5    | Helen Wyman           | 40  | 20  | 30  | 22  | 22  | 30  | 50  | 214    |
| 6    | Ellen Van Loy         | 28  | 28  | 22  | 26  | 28  | 28  | 30  | 190    |
| 7    | Eva Lechner           | –   | –   | –   | 40  | 20  | 45  | 45  | 150    |
| 8    | Lucie Chainel-Lefèvre | 19  | 26  | 19  | 24  | 35  | 22  | –   | 145    |
| 9    | Sophie de Boer        | 9   | 22  | 35  | 2   | 26  | 26  | 24  | 144    |
| 10   | Pavla Havlíková       | 30  | 45  | 28  | –   | 18  | 12  | 6   | 139    |

 Cauberg Cyclocross · 
 Cyclocross Tábor · 
 Duinencross · 
 Citadelcross · 
 GP Eric De Vlaeminck · 
 Memorial Romano Scotti · 
 Cyclocross Nommay
Kampioenschappen:  Wereldkampioenschappen · 
 Europese kampioenschappen · 
 Belgische kampioenschappen · 
 Nederlandse kampioenschappen
Klassementen:  Wereldbeker · 
 Superprestige · 
 Bpost bank trofee ·
 TOI TOI Cup ·
 Challenge national
Overig:  Soudal Classics
1993-1994 · 1994-1995 · 1995-1996 · 1996-1997 · 1997-1998 · 1998-1999 · 1999-2000 · 2000-2001 · 2001-2002 · 2002-2003 · 2003-2004 · 2004-2005 · 2005-2006 · 2006-2007 · 2007-2008 · 2008-2009 · 2009-2010 · 2010-2011 · 2011-2012 · 2012-2013 · 2013-2014 · 2014-2015 · 2015-2016 · 2016-2017 · 2017-2018 · 2018-2019 · 2019-2020 · 2020-2021 · 2021-2022 · 2022-2023 · 2023-2024 · 2024-2025